# 鮑曼普萊斯 (加利福尼亞州)
鮑曼普萊斯（英語：Bowman Place）是位於美國加利福尼亞州門多西諾縣的一個非建制地區。該地的面積和人口皆未知。

## 地理
鮑曼普萊斯的座標為39°47′22″N 123°33′46″W / 39.78944°N 123.56278°W，而該地的平均海拔高度為714米（即2342英尺）。